# Ordine della Croce d'onore (Reuss)

L'ordine della Croce d'onore fu un ordine cavalleresco comune ai principati di Reuss-Gera e Reuss-Greiz.

## Storia
L'ordine venne fondato dal principe Enrico XIV di Reuss-Gera il 24 maggio 1869. Quando suo figlio, il principe Enrico XXVII divenne anche reggente del principato di Reuss-Greiz nel 1902, la Croce d'onore divenne comune ai due principati come onorificenza: in questi casi venne conferita in nome del cugino Enrico XIV di Reuss-Greiz, insano di mente ma formalmente erede legittimo di Reuss-Greiz, utilizzando il proprio nome nelle concessioni.
Originariamente l'ordine si trovava diviso in tre classi, ma la nuova riforma dello statuto datata 1885, introdusse una quarta classe ed una del 1906 con una del 1909 introdussero l'utilizzo delle spade incrociate dietro l'insegna per il conferimento militare od in tempo di guerra e la possibilità di introdurre una corona per la I classe. Per chi avesse ricevuto l'onorificenza nel 1914 il braccio superiore della croce riportava la data 1914, in commemorazione della partecipazione alla prima guerra mondiale.
I conferimenti militari corrispondevano anche a determinati gradi nell'esercito che bisognava aver raggiunto per poter accedere alle diverse classi di benemerenza:

## Gradi
- I classe con corona (generale luogotenente o superiore)
- I classe (maggiore generale, colonnello)
- croce da ufficiale (luogotenente colonnello)
- II classe con o senza corona (maggiore)
- III classe con corona (capitano)
- III classe (luogotenente)
- IV classe con o senza corona (ufficiale o simili)

## Insegne
L'insegna dell'ordine consisteva in una croce di Malta smaltata di bianco e bordata d'oro, al centro della quale stava un medaglione smaltato di rosso vitreo con impresso in oro lo stemma del principato di Reuss-Gera.
Il nastro era bordeaux, ma venne concesso uno speciale nastro per le onorificenze del 1914 che era giallo, con una fascia rossa e nera su ciascuna parte.

## Insigniti notabili
- Werner von Grawert (III classe con spade)
- Ernst Schaumburg (III classe con spade), ricevette anche la IV classe con spade dell'ordine dell'Aquila rossa, la IV classe con spade dell'Ordine della Corona di Prussia e la III classe con spade dell'ordine della Croce d'onore di Schaumburg, oltre all'ordine Pour le Mérite, la Croce di Ferro di I e II classe, l'ordine di Hohenzollern come cavaliere con spade, l'ordine dei Ducati ernestini di Sassonia come cavaliere di I classe con spade, la Croce anseatica di Amburgo
- Walter von Bergmann (I classe), Ordine militare di Baviera, Sassonia, Württemberg e Meclemburgo-Schwerin
- Rudolf Krantz (croce da ufficiale con spade), commendatore dell'Ordine militare di Sant'Enrico, ufficiale con spade dell'ordine di Alberto di Sassonia, croce di guerra di Reuss
- Max Föhrenbach (croce da ufficiale)
- Theodor Endres (II classe con spade)
- Wolfgang Fleck (II classe con spade)
- Hugo Sperrle (III classe con corona e spade), croce di ferro
- Erwin von Witzleben (III classe con corona e spade)
- Wilhelm Stemmermann (III classe con corona e spade)
- Viktor von Schwedler (III classe con corona e spade)
- Hugo Schmidt (III classe con corona e spade)
- Günther von Pogrell (III classe con corona e spade)
- Gotthard Heinrici (III classe con spade), croce di ferro
- Adolf Heusinger (III classe con spade)
- Georg-Wilhelm Postel (III classe con spade), cavaliere dell'Ordine militare di Sant'Enrico, croce di Germania in oro, croce di ferro
- Josef Jacobs (III classe con spade), Pour le Mérite
- Gottfried von Erdmannsdorff (III classe con spade), croce di Germania in oro
- Werner von Erdmannsdorff (III classe con spade), cavaliere dell'Ordine militare di Sant'Enrico, croce di Germania in oro
- Karl von Gerlach (III classe con spade)
- Wilhelm von Altrock (III classe con spade), cavaliere dell'Ordine militare di Sant'Enrico
- Oskar Bertram (III classe con spade)
- Enrico XXXVII di Reuss-Greiz (III classe con spade)
- Ernst Kellermann (III classe con spade)
- Werner Günther (III classe con spade)
- Walter Lüdicke (III classe con spade)